# Oplodontha lindneri
Oplodontha lindneri är en tvåvingeart som beskrevs av James 1980. Oplodontha lindneri ingår i släktet Oplodontha och familjen vapenflugor.
Artens utbredningsområde är Kongo. Inga underarter finns listade i Catalogue of Life.